# Петрецово (деревня, Пермский край)

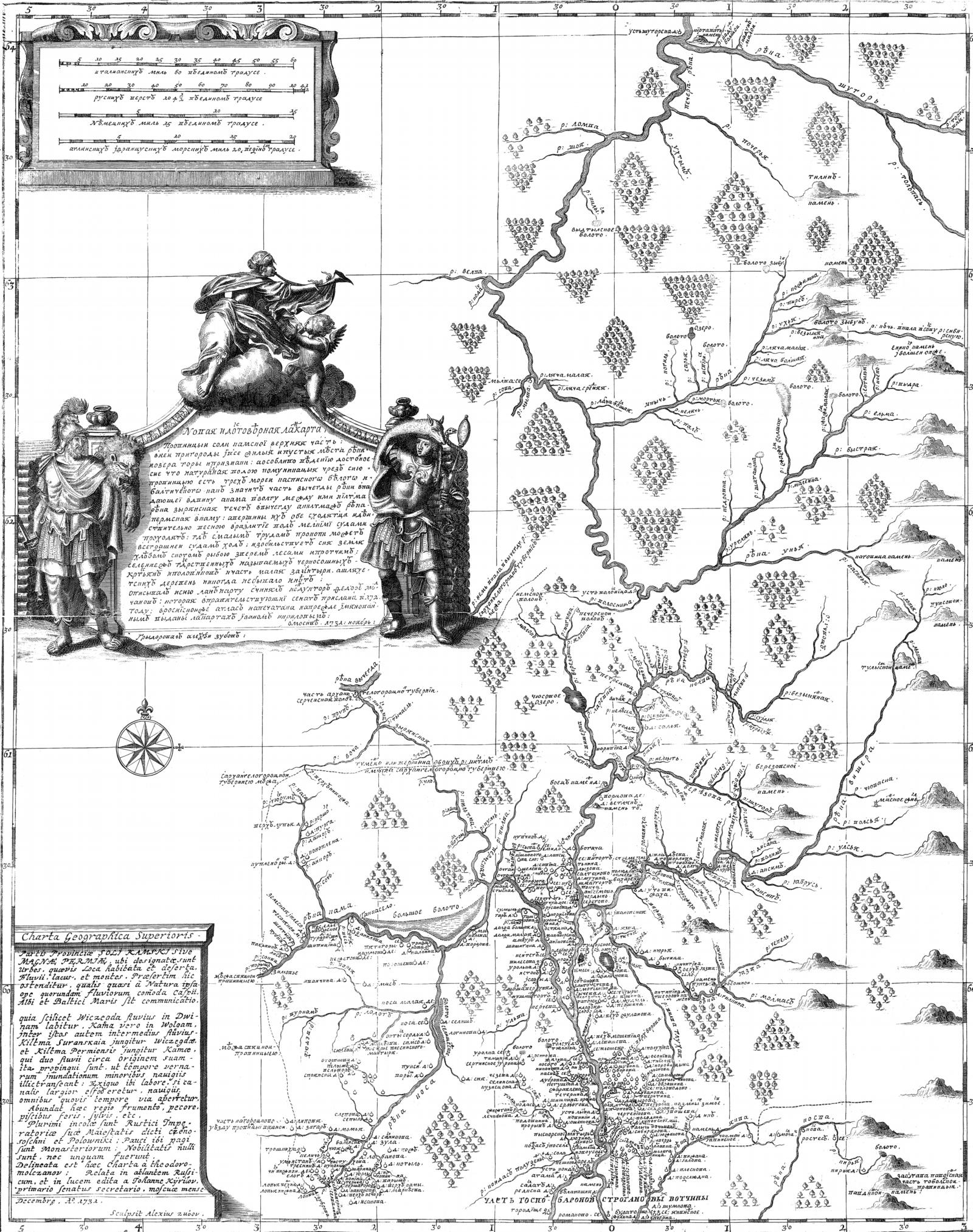
Петрецово («Петрецова») на карте «Провинции Соли Камской верхняя часть», 1731. Атлас Всероссийской империи И. К. Кирилова

Петрецово — деревня Чердынского городского округа.

## Географическое положение
Деревня расположена на правом берегу реки Колва в 2 километрах на север от посёлка Петрецово и примерно в 105 километрах по прямой на север-северо-восток от центра городского округа города Чердынь.

## История
Деревня была основана не позднее 1721 года. Изображена в Атласе Всероссийской Империи Ивана Кирилова на карте «Провинции Соли Камской верхняя часть» геодезиста Федора Молчанова, работавшего в бассейне верхней Печоры в 1720–1721 годах. Была первым из поселений старообрядцев беспоповского направления. Некоторое время более известной была под названием Монастырская.

## Население
Население деревни составляло 14 чел(2002), русские 93 %. В 2010 году проживало 4 постоянных жителя. 

## Климат
Климат умеренно-континентальный с продолжительной холодной и снежной зимой и коротким летом. Снежный покров удерживается 170—190 дней. Средняя высота снежного покрова составляет более 70 см, в лесу около 1 метра. В лесу снег сохраняется до конца мая. Продолжительность безморозного периода примерно 110 дней.